# 160-е годы
160-е (сто шестидеся́тые) го́ды по юлианскому календарю — промежуток времени с 1 января 160 года по 31 декабря 169 года, включающий 160 год 6-го десятилетия   и с 161 по 169 годы    7-го десятилетия II века 1-го тысячелетия.  Они закончились 1856 лет назад.

## Важнейшие события
• Римским императором становится Марк Аврелий Антонин (правит с 161 по 180 годы), его соправителем — Луций Вер (умер в 169 году).

• Между 165 и 168 годами (точная дата не известна) римского папу Аникета сменяет Сотер.

• Римско-парфянская война 161—166

• Начинается Антонинова чума (165—180).

• Начинаются Макроманские войны (166—180).

• 160-е годы — крупное восстание в Лузитании.

• 160-е годы — епископ Сард Мелитон.

• 160-е годы — Хунны основали в Семиречье княжество Юэбань.